# Misiunea secretă a maiorului Cook
Misiunea secretă a maiorului Cook (titlul original: în engleză The Birdmen) este un film TV dramatic de război, american, realizat în 1971 de regizorul Philip Leacock. Este o relatare fictivă bazată pe un plan gândit ca doi prizonieri de război să evadeze din Castelul Colditz, cu un planor botezat „planorul Colditz” (Colditz Cock), construit în secret în podul acestui castel. 
Protagoniștii filmului sunt actorii Doug McClure, René Auberjonois, Richard Basehart, Max Baer Jr.. 

## Conținut
În timpul celui de-al doilea război mondial, agentul secret al Biroului american de servicii strategice, maiorul Harry Cook, este trimis peste liniile inamice din Europa ocupată de naziști, cu scopul de a aduce un om de știință norvegian în zona aliaților, ca să ajute la lucrările de cercetare pentru realizarea bombei atomice. În timpul încercării de evadare, cei doi bărbați sunt prinși de naziști și trimiși ca prizonieri de război la Castelul Colditz din Germania. Naziștii au crezut că erau doar ofițeri ai Forței Aeriene Aliate, doborâți în luptă. Maiorul Cook, conștient de faptul că este doar o chestiune de timp până când Gestapoul să descopere adevărata lor identitate, încearcă să pună în aplicare un plan îndrăzneț de evadare: construcția unui planor cu care cei doi să treacă granița din apropiere, spre Elveția.

## Distribuție
- Doug McClure – maiorul Harry Cook
- René Auberjonois – Halden Brevik / Olav Volda
- Richard Basehart – comandantul Schiller
- Max Baer Jr. – Tanker
- Chuck Connors – colonelul Morgan Crawford
- Don Knight – Focus Flaherty
- Greg Mullavey – Sparrow
- Paul Koslo – Davies
- Barry Brown – Donnelly
- Tom Skerritt – Orville Fitzgerald

## Melodii din film
- „Die Gedanken sind frei”, vechi cântec popular german, cântat și de membrii rezistenței împotriva regimului nazist.

## Trivia
- Singurele lagăre de prizonieri de război aflate în apropierea Elveției au fost cele din Rottweil și Memmingen, ambele aflate la o distanță în linie aeriană de circa 50 km de graniță. Niciun lagăr nu ar fi fost construit la o distanță vizuală cu vedere liberă spre Elveția neutră. Castelul Colditz, ales ca loc de filmare, situat între Leipzig și Dresda, a fost întradevăr folosit în timpul celui de-al Doilea Război Mondial, ca închisoare pentru ofițerii aliați prizonieri.[1]
- Fitzgerald face referire la lonjeroane de balsa pentru planor. Prizonierii de război nu ar fi avut posibilitatea să facă rost de așa ceva.